# Pečky
Pečky (en allemand : Petschek) est une ville du district de Kolín, dans la région de Bohême-Centrale, en République tchèque. Sa population s'élevait à 4 889 habitants en 2024.

## Géographie
Pečky se trouve à 11 km au sud de Nymburk, à 15 km au nord-ouest de Kolín et à 43 km à l'est de Prague.
La commune est limitée par Kostelní Lhota au nord, par Vrbová Lhota à l'est, par Dobřichov au sud-est, par Radim et Chotutice au sud, et par Tatce et Milčice à l'ouest.

## Histoire
La première mention écrite de la localité date de 1225.

## Galerie

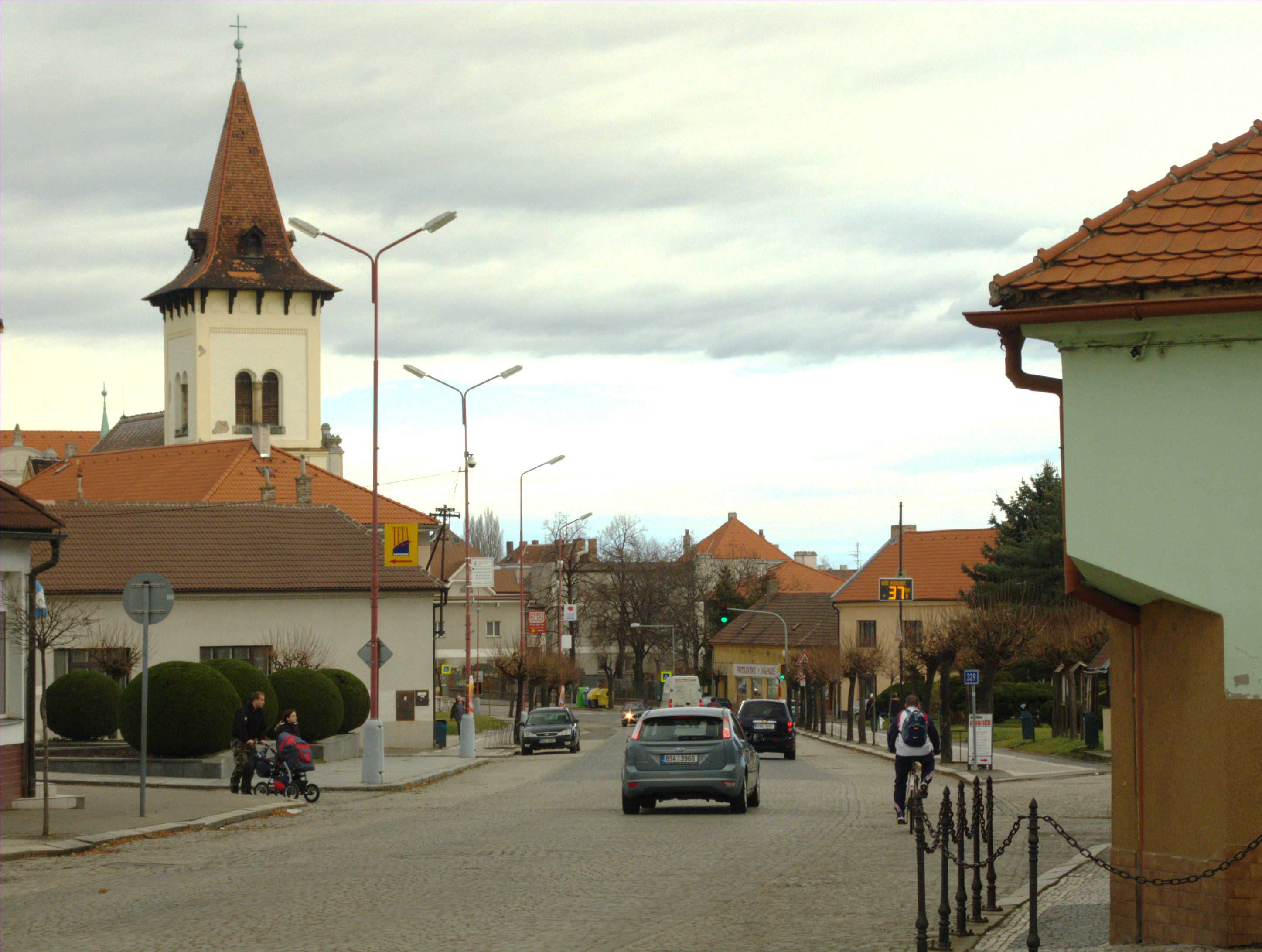
La place Masaryk.
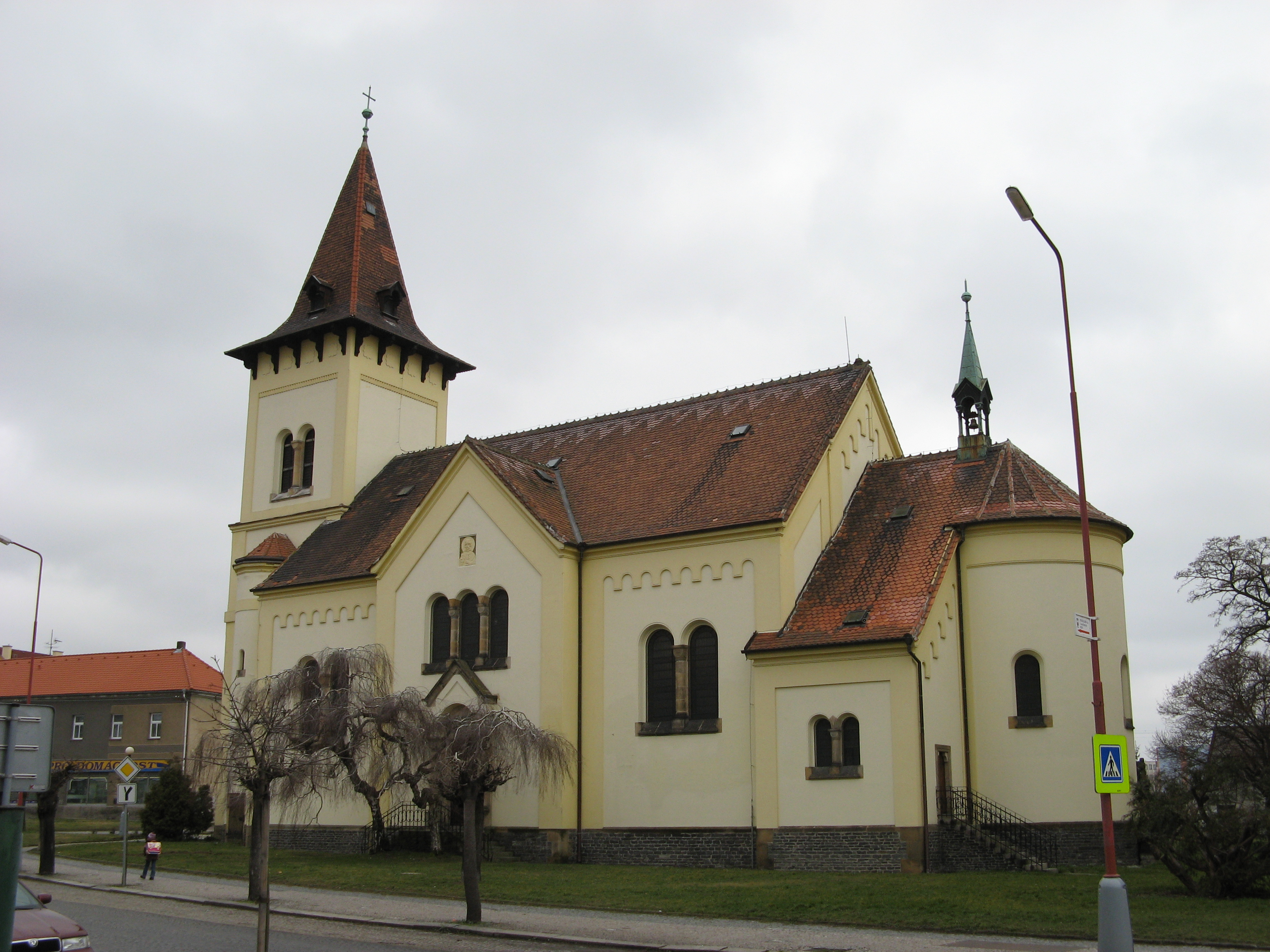
L'église Saint-Venceslas.

## Administration
La commune se compose de deux sections :
- Pečky
- Velké Chvalovice